# Филинская (Житьёвское сельское поселение)
Филинская — деревня в Сямженском районе Вологодской области.
Входит в состав Житьёвского сельского поселения, с точки зрения административно-территориального деления — центр Филинского сельсовета.
Расстояние до районного центра Сямжи по автодороге — 21,5 км, до центра муниципального образования Житьёва по прямой — 9 км. Ближайшие населённые пункты — Корниловская, Спасское, Алферовская.
По переписи 2002 года население — 213 человек (108 мужчин, 105 женщин). Преобладающая национальность — русские (97 %).